# Calymne
Calymne is een geslacht van zee-egels, en het typegeslacht van de familie Calymnidae.

## Soorten
- Calymne relicta Thomson, 1877